# Владимир Клементис
Владимир "Владо" Клементис (20. септембра 1902. Тисовец - 3. децембра 1952. Праг) био је словачки министар, политичар, правник, публициста, књижевни критичар, аутор и истакнути члан Чехословачке комунистичке партије. У марту 1933. оженио се Лидом Патковом, ћерком директора филијале Чешке хипотекарне банке у Братислави. Комунистички посланик постао је 1935. године. Пре почетка Другог светског рата, 1938. године, емигрирао је у Париз. Његова критика Споразума Молотов-Рибентроп из 1939. године била је у супротности с политиком Чехословачке комунистичке партије која је била у изгнанству у Москви и која је покренула унутар-страначку истрагу коју је надгледао Вилијам Широки (који је у Париз дошао из Москве).
По избијању Другог светског рата у септембру 1939. године, Клементис је затворен као познати комуниста, а касније је евакуисан у британски интернациони логор. Након пуштања на слободу, одлучио је да проведе рат у Лондону, где је на радију преносио говоре позивајући све Словаке да се боре против нациста. Вративши се 1945. године, постао је заменик министра спољних послова при првој послератној влади. Као представник Чехословачке, потписао је Повељу УН-а у Сан Франциску 26. јуна 1945. године. Након државног удара, где је помагао у организацији, наследио је Јана Масарика на месту министра спољних послова. 1948. године у својој новој улози имао је одлучујућу улогу у организовању удела Чехословачке у операцији Балак пружањем помоћи новооснованом израелском ратном ваздухопловству. 1950. године био је приморан да поднесе оставку услед оптужби да је „девијантан“. Потом је ухапшен и оптужен за илегални покушај преласка државних граница, касније преиначен у теже кривично дело: „буржоаски националиста“ и учесник у завери "Троцкизам - Титоизам - Ционизам". Након што је осуђен на намештеном суђењу Сланском, 3. децембра 1952. године, обешен је, заједно са Рудолфом Сланским. Пепео му је разбацан по путу близу Прага. Његова супруга Лида добила је само две мужеве луле и дуван и отпуштена је из затвора.
На чувеној фотографији од 21. фебруара 1948. (прича је описана у Књизи Смеха и заборава Милана Кундере), Владимир Клементис стоји поред Клемента Готвалда, који је касније, након државног удара, постао председник Чехословачке. Кад је Владимир Клементис 1952. године погубљен, избрисан је са фотографије (заједно са фотографом Карелом Хајеком).